# Jean Doukas (césar)
Pour les articles homonymes, voir Jean Doukas.
Jean Doukas (en grec : Ιωάννης Δούκας, Iōannēs Doukas ; mort vers 1088) est le fils d'Andronic Doukas, un noble paphlagonien qui était peut-être gouverneur du thème de Mésie. Il est aussi le plus jeune frère de l'empereur Constantin X Doukas. Il était marié à Irène Pègonitissa, fille du général Nicolas Pègonitès, et eut deux fils. Jean Doukas est le grand-père paternel d'Irène Doukas, la femme de l'empereur Alexis Ier Comnène.

## Biographie

### Lecésar
Jean Doukas reçoit la dignité de césar par son frère Constantin X. Issu de la famille Doukas, il est l'un des membres les plus influents de l'aristocratie de la cour en partant de la mort de son frère jusqu'à celle d'Alexis. Sa richesse provient de ses possessions en Thrace et en Bithynie. Il est un ami proche de l'historien Michel Psellos. Bien que les sources le mentionnent comme un membre de la cour impériale, il commence sa carrière comme général.
Après avoir servi de conseiller et de soutien à son frère, Jean devient le protecteur naturel de son neveu Michel VII Doukas, après la mort de Constantin en 1067. Sa dignité de césar et l'influence de sa famille au sein du Sénat impliquent qu'il était derrière l'opposition des membres de la cour au mariage de l'impératrice Eudocie Makrembolitissa avec Romain IV Diogène. Lors des trois années qui suivent, il est l'adversaire le plus résolu de l'empereur Romain IV mais ses intrigues impliquent qu'il passe le plus clair de son temps dans ses terres de Bithynie. C'est là qu'il apprend que son fils Andronic se joint à l'empereur pour combattre les Seldjoukides avant de faire défection, ce qui conduit à la désastreuse défaite de Mantzikert.
La capture de Romain lors de la bataille donne à Jean l'occasion de revenir à Constantinople à la demande d'Eudocie. Il joint alors ses forces à celles de Michel Psellos et force l'impératrice à partager le pouvoir avec son fils Michel, puis il l'oblige à devenir nonne et à se retirer des affaires impériales en octobre 1071. Dès lors, il devient de facto le leader de l'Empire byzantin. Il ordonne à ses sujets de ne pas reconnaître Romain comme leur empereur et proclame que celui-ci a été élevé sur le trône pour servir de régent à Michel, alors incapable de gouverner. Jean envoie ses fils Andronic et Constantin capturer Romain qui vient d'être libéré par les Seldjoukides,. Dans un premier temps, il permet à Romain d'abandonner le titre d'empereur et de se retirer dans un monastère, mais sa haine pour l'ancien empereur est si forte qu'il n'honore pas l'accord et fait aveugler Romain. Il lui envoie ensuite un message moqueur dans lequel il le félicite pour la perte de ses yeux. Romain meurt peu après des suites de ses blessures,. Avec l'élimination de Romain, Jean et Michel assurent leurs positions à la tête de l'État byzantin.
Toutefois, le césar est bientôt déposé par une de ses créatures, l'eunuque Niképhoritzès. En 1073, l'eunuque gagne la confiance de Michel VII. Jean Doukas est alors contraint de se retirer sur ses terres où il passe le plus clair de son temps à chasser dans les forêts bordant les rivages du Bosphore.

### La rébellion de 1074
Dans le même temps, la progression des Seldjoukides en Asie Mineure pousse les Byzantins à réagir. Ils réunissent une armée composée de mercenaires et dirigée par Isaac Comnène. Néanmoins, les mercenaires normands dirigés par Roussel de Bailleul se rebellent contre les Byzantins et écrasent l'armée impériale avant de tenter d'établir un royaume indépendant en Asie Mineure,.
La situation en Anatolie est alors désastreuse. Michel est contraint de demander à son oncle Jean de prendre le commandement d'une armée pour défaire les mercenaires normands. Les deux armées campent à Dorylée et se rencontrent près du pont sur la rivière Zompi, une des plus importantes lignes de communication entre Constantinople et les provinces centrales d'Asie Mineure. Toutefois, Jean Doukas est trahi par ses mercenaires francs, tandis que le chef de l'arrière-garde, le futur Nicéphore III Botaniatès reste en retrait et n'engage pas le combat, soit par prudence, soit par déloyauté. Il est vaincu et capturé avec son fils Andronic. Les mercenaires normands victorieux continuent leur avance vers les rivages du Bosphore alors qu'une autre armée dirigée par Constantin (le plus jeune fils de Jean) se disperse après la mort de son chef. Toutefois, Roussel n'a pas la certitude que ses forces puissent renverser l'empereur de Constantinople. Il décide alors de devenir le général en chef de son propre empereur. Ainsi, il nomme Jean Doukas empereur. Ce dernier, prisonnier de Roussel, accepte rapidement ce poste ainsi que la mission de renverser son neveu.
Michel VII et Niképhoritzès sont très inquiets par cette révolte et s'allient avec Suleyman. Ce traité prévoit de confier à Suleyman le gouvernement des provinces conquises par les Seldjoukides,. En échange, les Turcs acceptent d'envoyer une armée pour aider Michel VII. Celle-ci se dirige rapidement vers le mont Sophon où Jean Doukas et Roussel ont établi leur campement. Les mercenaires tombent dans une embuscade, et bien que Roussel parvienne à s'échapper, Jean est capturé, ce qui marque la fin de la rébellion.
Après quelque temps comme prisonnier des Turcs, Jean est libéré. Michel VII lui permet de garder la vue à la condition qu'il renonce à toute ambition impériale et devienne moine.

### Retour en politique
Bien que tonsuré, Jean Doukas garde une certaine influence sur les événements politiques. Du fait de l'écroulement de l'autorité impériale au cours du règne de Michel VII, il conseille à ce dernier d'abdiquer et de devenir moine quand Nicéphore III menace Constantinople en 1078. En 1081, il s'enfuit de Constantinople pour se joindre à Alexis Comnène et le persuader de se révolter contre Nicéphore pour prendre le pouvoir. C'est lui aussi qui arrange le mariage de sa petite-fille Irène Doukas avec Alexis Comnène malgré l'opposition d'Anne Dalassène, la mère de ce dernier. Du fait du changement de pouvoir (Alexis chasse Nicéphore en 1081), Jean abandonne l'habit monastique et Alexis lui permet de récupérer son ancienne fonction de césar. Il reste ensuite à la cour et conseille l'empereur jusqu'à sa mort vers 1088.

## Généalogie
Jean épouse Irène Pègonitissa, fille du général Nicolas Pègonitès. De cette union sont issus deux fils :
- Andronic ;
- Constantin (mort en 1074).

La généalogie suivante peut être tracée à partir d'Andronic Doukas :
- Andronic Doukas :
  - Constantin X Doukas + Eudocie Makrembolitissa :
    - Michel VII Doukas + Marie d'Alanie :
      - Constantin Doukas, fiancé à Anne Comnène,

    - Un fils,
    - Andronic Doukas, coempereur,
    - Constance Doukas, coempereur,
    - Anne,
    - Théodora + Domenico Selvo,
    - Zoé + Adrien Comnène,

  - Jean Doukas césar + Irène Pegonitissa :
    - Andronic, domestique des Scholes + Marie, fille de Trajian de Bulgarie,
      - Michel, protostrator,
        - Irène (?),
        - Constantin, gouverneur de Vardaros,
        - Enfant dont le nom est inconnu,
        - Une fille + Jean, neveu d’Alexis Ier,

      - Jean, mega dux,
      - Irène Doukaina + Alexis Ier Comnène,
      - Anne + Georges Paléologue,
      - Théodora,

    - Constantin Doukas, protostrator,
      - Un fils + fille d’Isaac Comnène, sebastokrator,
        - Zoé + Georges Botaneiatès.